# Il corpo della ragassa
Il corpo della ragassa è un film del 1979 diretto da Pasquale Festa Campanile.
Tratta dall'omonimo romanzo di Gianni Brera (pubblicato nel 1969 da Longanesi e ristampato dalla Booktime nel 2010), la pellicola, di genere erotico, segna uno dei picchi della carriera da attrice di Lilli Carati.

## Trama
Teresa Aguzzi, detta Tirisìn, è la bella figlia di Pasquale, spalatore di rena sugli argini del Po, nella bassa provincia pavese degli anni Trenta. Durante un viaggio in città, la ragazza viene notata dal facoltoso professore Ulderico Quario e subito assunta come cameriera nel suo palazzo. Coadiuvato dalla fedele governante Caterina, il dottore s'improvvisa pigmalione nell'istruire la rozza Tirisìn nelle arti di raffinata femminilità, al fine di poterla esibire come giocattolo sessuale ai propri amici.
In principio la giovane mostra qualche perplessità nell'essere coinvolta in questo gioco libertino, ma la felicità del padre, che con il nuovo stipendio è finalmente riuscito a costruire una latrina all'interno della loro povera abitazione, e i buoni consigli di un'esperta maîtresse, la convincono a rendersi partecipe e, anzi, ad assumere un ruolo da protagonista e tentare di trarre il massimo profitto dalla situazione.

## Produzione

### Riprese
Sebbene ambientato a Pavia, il film è stato girato soprattutto nel centro storico di Mantova e negli interni di palazzo d'Arco.

## Accoglienza

### Critica
Il film ebbe un discreto successo di pubblico, pur non convincendo la critica che, in alcuni casi, stroncò il saggio di regia e sceneggiatura, oltre a definire modesta la prova interpretativa della Carati. Ad esempio, il critico Morando Morandini liquida la prova attoriale con lapidario «difficile "recitare" così male», mentre Paolo Mereghetti definisce il film un'«occasione sprecata».